# Sohrab Moradi
Sohrab Moradi (22 de setembro de 1988) é um halterofilista iraniano, campeão olímpico. 

## Carreira
Sohrab Moradi competiu na Rio 2016, na qual conquistou a medalha de ouro na categoria até 94kg.